# سوپرمن/بتمن: آخرالزمان
سوپرمن/بتمن: آخرالزمان (انگلیسی: Superman/Batman: Apocalypse) یک فیلم ویدئویی در سبک ابرقهرمانی، علمی–تخیلی، و اکشن به کارگردانی لورن مونتگومری است که در سال ۲۰۱۰ منتشر شد. این فیلم برپایه خط داستانی «سوپرگرل اهل کریپتون» از مجموعه کتاب کمیک سوپرمن/بتمن ساخته شده‌است و دنبالهٔ سوپرمن/بتمن: دشمنان مردم (۲۰۰۹) به‌شمار می‌رود. از بازیگران آن می‌توان به کوین کانروی، تیم دالی، سامر گلایو، آندره بروگر، و اد اسنر اشاره کرد.

## صداپیشگان
- کوین کانروی در نقش بروس وین / بتمن
- تیم دالی در نقش کلارک کنت / سوپرمن
- سامر گلایو در نقش کرا زور-ال / سوپرگرل
- آندره بروگر در نقش دارک‌ساید
- سوزان آیزنبرگ در نقش پرنسس دایانا / واندر وومن
- جولیان گروسمن در نقش بیگ باردا
- اد اسنر در نقش گرنی گودنس
- ریچل کوئنتنس در نقش لایلا مایکلز / هاربینجر، آرتمیس
- آندریا رومانو در نقش استومپا
- جیم وارد در نقش دی‌جی رادیو، پلیس
- آوریل وینچل در نقش خانم تماس گیرنده رادیویی ۱
- تارا استرانگ در نقش خانم تماس گیرنده رادیویی ۲، لاشینا